# Glenea jordani
Glenea jordani é uma espécie de escaravelho da família Cerambycidae. Foi descrito por Lepesme e Stephan von Breuning em 1952.

## Subespécie
- Glenea jordani jordani Lepesme & Breuning, 1952
- Glenea jordani zairensis Breuning, 1981

## Variedades
- Glenea jordani var. gabunensis Breuning
- Glenea jordani var. interruptevittata Breuning
- Glenea jordani var. orientalis Aurivillius
- Glenea jordani var. trivitticeps Lepesme & Breuning
- Glenea jordani var. vagemaculata Breuning